# Arethusana peszerensis
Arethusana peszerensis är en fjärilsart som beskrevs av Aigner 1899. Arethusana peszerensis ingår i släktet Arethusana och familjen praktfjärilar. Inga underarter finns listade i Catalogue of Life.